# Saison 1 de Glow Up: Britain's Next Make-Up Star
La première saison de Glow Up : Britain's Next Make-Up Star est diffusée pour la première fois du 6 mars au 24 avril 2019 sur la chaîne BBC Three,.
La saison est présentée par Stacey Dolley et le panel de juges est composé de Dominic Skinner et de Val Garland.
Le gagnant de la saison reçoit un contrat d'assistant avec les plus grands maquilleurs.
La gagnante de la saison est Ellis Atlantis, avec comme seconde Nikki Patel.

## Candidats
(Les informations annoncées sont celles annoncées au moment de la compétition.)
| Candidat.e       | Âge | Classement  |
| ---------------- | --- | ----------- |
| Ellis Atlantis   | 28  | Gagnant     |
| Nikki Patel      | 24  | Seconde     |
| Leigh Easthope   | —   | 3ème place  |
| Belinda          | —   | 4ème place  |
| Tiffany Hunt     | 23  | 5ème place  |
| Steph            | 27  | 6ème place  |
| Brana Alunan     | 21  | 7ème place  |
| Paige Cole       | 20  | 8ème place  |
| Mathieu Dausmann | 27  | 9ème place  |
| Dina Schofield   | —   | 10ème place |

## Progression des candidats
| Candidat | 1    | 2    | 3    | 4    | 5    | 6    | 7    | 8    | 8         |
| -------- | ---- | ---- | ---- | ---- | ---- | ---- | ---- | ---- | --------- |
| Ellis    | SAFE | WIN  | SAFE | WIN  | SAFE | SAFE | SAFE | SAFE | GAGNANT   |
| Nikki    | SAFE | SAFE | SAFE | BTM2 | BTM2 | BTM2 | BTM2 | SAFE | SECONDE   |
| Leigh    | SAFE | SAFE | BTM2 | SAFE | WIN  | SAFE | WIN  | SAFE | TROISIÈME |
| Belinda  | SAFE | WIN  | SAFE | SAFE | SAFE | WIN  | ELIM |      |           |
| Tiffany  | SAFE | SAFE | WIN  | SAFE | SAFE | ELIM |      |      |           |
| Steph    | SAFE | SAFE | SAFE | SAFE | ELIM |      |      |      |           |
| Brandon  | BTM2 | BTM2 | WIN  | ELIM |      |      |      |      |           |
| Paige    | WIN  | SAFE | ELIM |      |      |      |      |      |           |
| Mathieu  | SAFE | ELIM |      |      |      |      |      |      |           |
| Dina     | ELIM |      |      |      |      |      |      |      |           |

 Le candidat a gagné la saison.
 Le candidat est arrivé second.
 Le candidat est arrivé en troisième position.
 Le candidat a gagné le défi professionnel.
 Le candidat a été en danger d'élimination après le premier défi mais a été déclaré sauf après le deuxième défi.
 Le candidat était sauf après le premier défi mais a été en danger d'élimination après le deuxième défi.
 Le candidat a été en danger d'élimination.
 Le candidat a gagné le défi professionnel et a été éliminé.
 Le candidat a été éliminé.

## Face-à-faces
| Épisode | Candidats | Candidats | Candidats | Défi                                        | Candidat éliminé |
| ------- | --------- | --------- | --------- | ------------------------------------------- | ---------------- |
| 1       | Brandon   | vs.       | Dina      | Des lèvres noires                           | Dina             |
| 2       | Brandon   | vs.       | Mathieu   | Un maquillage complet avec cinq instruments | Mathieu          |
| 3       | Leigh     | vs.       | Paige     | Un cut crease coloré                        | Paige            |
| 4       | Brandon   | vs.       | Nikki     | Un trait de liner noir                      | Brandon          |
| 5       | Nikki     | vs.       | Steph     | Poser des faux cils de drag queen           | Steph            |
| 6       | Nikki     | vs.       | Tiffany   | Recréer un maquillage des yeux              | Tiffany          |
| 7       | Belinda   | vs.       | Nikki     | Des sourcils des années 1930                | Belinda          |
| Épisode | Candidats | Candidats | Candidats | Défi                                        | Gagnante         |
| 8       | Ellis     | vs.       | Nikki     | Un maquillage complet                       | Ellis            |

 Le candidat a été éliminé après son premier face-à-face.
 Le candidat a été éliminé après son troisième face-à-face.
 Le candidat a gagné le face-à-face.

## Épisodes
| Épisode | Titre                        | Date de première diffusion |
| --- | ---------------------------- | -------------------------- |
| 1 | "Magazine Beauty Editorial"  | 6 mars 2019                |
| - Juge invité : Lisa Oxenham - Défi professionnel : Créer un maquillage pour un mannequin de Marie Claire - Gagnant.e du défi professionnel : Paige - Défi créatif : Créer un maquillage sur sa définition de la beauté - Candidat.e.s risquant l'élimination : Brandon, Dina - Défi éliminatoire : Créer des lèvres noires parfaites - Candidat.e éliminé.e : Dina |                              |                            |
| 2 | "Movie Prosthetics"          | 13 mars 2019               |
| - Juge invité : David Malinowski - Défi professionnel : En équipes, récréer deux personnages avec des prothèses - Gagnant.e du défi professionnel : Belinda, Ellis, Mathieu - Défi créatif : Créer un maquillage avec des prothèses représentant un personnage qui pourrait appartenir à leur conte de fées préféré - Candidat.e.s risquant l'élimination : Brandon, Mathieu - Défi éliminatoire : Créer un maquillage complet avec seulement cinq instruments - Candidat.e éliminé.e : Mathieu |                              |                            |
| 3 | "Social Media"               | 20 mars 2019               |
| - Juge invité : NikkieTutorials - Défi professionnel : Créer un tutoriel de maquillage qui pourrait devenir viral - Gagnant.e du défi professionnel : Brandon, Tiffany - Défi créatif : Créer un maquillage représentant leurs forces et leurs faiblesses - Candidat.e.s risquant l'élimination : Leigh, Paige - Défi éliminatoire : Créer un cut crease coloré - Candidat.e éliminé.e : Paige                                                                                                  |                              |                            |
| 4 | "Red Carpet"                 | 27 mars 2019               |
| - Juge invité : Caroline Barnes - Défi professionnel : Créer un maquillage inspiré par les attentes d'une célébrité et le recréer pour le tapis rouge des TV Choice Awards. - Gagnant.e du défi professionnel : Ellis - Défi créatif : Créer un maquillage monochromatique - Candidat.e.s risquant l'élimination : Brandon, Nikki - Défi éliminatoire : Créer un trait de liner noir parfait - Candidat.e éliminé.e : Brandon                                                                   |                              |                            |
| 5 | "West End Theatre"           | 3 avril 2019               |
| - Juge invité : Kim Chi - Défi professionnel : Reproduire un maquillage pour la production du West End de la comédie musicale Kinky Boots - Gagnant.e du défi professionnel : Leigh - Défi créatif : Créer un maquillage de drag queen - Candidat.e.s risquant l'élimination : Nikki, Steph - Défi éliminatoire : Poser des faux cils de drag queen - Candidat.e éliminé.e : Steph |                              |                            |
| 6 | "London Fashion Week"        | 10 avril 2014              |
| - Juge invité : Lan Nguyen-Grealis - Défi professionnel : Maquiller des mannequins pour la Fashion Week de Londres - Gagnant.e du défi professionnel : Belinda - Défi créatif : Créer un maquillage inspiré d'une tenue de styliste - Candidat.e.s risquant l'élimination : Nikki, Tiffany - Défi éliminatoire : Reproduire un maquillage des yeux - Candidat.e éliminé.e : Tiffany |                              |                            |
| 7 | "Makeup Through The Decades" | 17 avril 2019              |
| - Juge invité : Ø - Défi professionnel : Créer deux maquillages inspirés d'une période musicale - Gagnant.e du défi professionnel : Leigh - Défi créatif : Créer un maquillage inspiré de sa chanson préférée - Candidat.e.s risquant l'élimination : Belinda, Nikki - Défi éliminatoire : Faire un sourcil classique des années 1930 - Candidat.e éliminé.e : Belinda |                              |                            |
| 8 | "The Final"                  | 24 avril 2019              |
| - Défi professionnel : Créer des maquillages pour un photoshoot pour les vendre à des rédacteurs-en-chef de magazines - Défi créatif : Créer un maquillage sur le thème de l'espoir et des rêves pour le futur - Gagnant.e de la deuxième saison de Glow Up : Britain's Next Make-Up Star : Ellis Atlantis |                              |                            |